# آيت طبوش (أم ربيع)
آيت طبوش هي إحدى مشيخات المملكة المغربية، تتبع جغرافيا لإقليم خنيفرة وإداريًا لأم ربيع. يقدر عدد سكانها بـ 950 نسمة حسب الإحصاء الرسمي للسكان والسكنى لسنة 2004.